# Scotch Plains
Scotch Plains ist ein Township im Union County des Bundesstaats New Jersey in den USA. Das U.S. Census Bureau ermittelte bei der Volkszählung 2020 eine Einwohnerzahl von 24.968.

## Geographie
Nach den Angaben des United States Census Bureaus hat die Stadt eine Gesamtfläche von 23,5 km².

## Geschichte
Scotch Plains wurde im Jahr 1684 gegründet.

## Demographie
Nach der Volkszählung von 2000 gibt es 22.732 Menschen, 8.349 Haushalte und 6.295 Familien in der Stadt. Die Bevölkerungsdichte beträgt 966,6 Einwohner pro km2. 78,88 % der Bevölkerung sind Weiße, 11,30 % Afroamerikaner, 0,09 % amerikanische Ureinwohner, 7,25 % Asiaten, 0,01 % pazifische Insulaner, 0,95 % anderer Herkunft und 1,52 % Mischlinge. 3,94 % sind Latinos unterschiedlicher Abstammung.
Von den 8.349 Haushalten haben 36,2 % Kinder unter 18 Jahre. 64,4 % davon sind verheiratete, zusammenlebende Paare, 8,4 % sind alleinerziehende Mütter, 24,6 % sind keine Familien, 20,8 % bestehen aus Singlehaushalten und in 9,3 % Menschen sind älter als 65. Die Durchschnittshaushaltsgröße beträgt 2,71, die Durchschnittsfamiliengröße 3,16.
25,4 % der Bevölkerung sind unter 18 Jahre alt, 4,7 % zwischen 18 und 24, 31,8 % zwischen 25 und 44, 24,0 % zwischen 45 und 64, 14,1 % älter als 65. Das Durchschnittsalter beträgt 39 Jahre. Das Verhältnis Frauen zu Männer beträgt 100:92,0, für Menschen älter als 18 Jahre beträgt das Verhältnis 100:88,8.
Das jährliche Durchschnittseinkommen der Haushalte beträgt 81.599 USD, das Durchschnittseinkommen der Familien 96.238 USD. Männer haben ein Durchschnittseinkommen von 63.648 USD, Frauen 43.714 USD. Der Prokopfeinkommen der Stadt beträgt 39.913 USD. 3,0 % der Bevölkerung und 2,0 % der Familien leben unterhalb der Armutsgrenze, davon sind 2,0 % Kinder oder Jugendliche jünger als 18 Jahre und 7,0 % der Menschen sind älter als 65.

## Einwohnerentwicklung
| Jahr | Einwohner¹ |
| ---- | ---------- |
| 1980 | 20.774     |
| 1990 | 21.160     |
| 2000 | 22.732     |
| 2010 | 23.510     |
| 2020 | 24.968     |

¹) 1980 – 2020: Volkszählungsergebnisse